# Campheroxim
Campferoxim ist ein Oxim und ein Zwischenprodukt in der pharmazeutischen Industrie. Der Geruch ähnelt demjenigen von Campher.

## Gewinnung und Darstellung
Campheroxim wird durch eine Kondensationsreaktion (analog der Bildung von Iminen) aus Campher und Hydroxylaminhydrochlorid hergestellt.